# Кузенный, Алексей Авксентьевич
Алексей Авксентьевич Кузенный (17 марта 1903 года, с. Беркозовка, Таганческая волость, Каневский уезд, Киевская губерния — неизвестно) — советский военачальник, полковник (1942).

## Начальная биография
Алексей Авксентьевич Кузенный родился 17 марта 1903 года в селе Беркозовка ныне Каневского района Черкасской области Украины.

## Военная служба

### Довоенное время
6 ноября 1925 года призван в РККА и направлен на учёбу в школу младших командиров при отдельной роте связи в составе 2-й Кавказской стрелковой дивизии (Кавказская Краснознамённая армия), после окончания которой с октября 1926 года служил в этой же роте командиром отделения и старшиной. В ноябре 1928 года А. А. Кузенный был уволен в запас.
В январе 1929 года повторно призван в ряды РККА, после чего служил командиром отделения и старшиной в составе отдельной роты связи в 99-й стрелковой дивизии (Украинский военный округ), дислоцированной в городе Черкассы, а 25 апреля 1930 года назначен на должность командира взвода. В ноябре того же года направлен на учёбу на Киевские объединённые курсы подготовки командиров РККА, после окончания которых в сентябре 1931 года вернулся в дивизию, где назначен на должность командира взвода отдельной роты связи, а в январе 1932 года — на должность начальника школы младшего комсостава. В феврале 1933 года рота была преобразована в отдельный батальон связи, где А. А. Кузенный в марте назначен на должность командира роты, а в феврале 1934 года — вновь на должность начальника школы младшего комсостава при батальоне.
В октябре 1938 года направлен на учёбу в Военную академию имени М. В. Фрунзе, после окончания которой мае 1941 года назначен на должность начальника 1-го (оперативного) отделения штаба 121-й стрелковой дивизии (Западный Особый военный округ), дислоцированной в Бобруйске.

### Великая Отечественная война
С началом войны находился на прежней должности. 121-я стрелковая дивизия вела боевые действия на реке Шара в районе Слонима, а затем участвовала в ходе Белостокско-Минского сражения.
8 августа 1941 года назначен на должность начальника 2-го (разведывательного) отделения штаба 100-й стрелковой дивизии, которая принимала участие в ходе Смоленского сражения и Ельнинской наступательной операции. За освобождение Ельни в сентябре 1941 года дивизия была преобразована в 1-ю гвардейскую и затем отступала на рубеж восточнее городов Курск, Харьков, Изюм, а в период с 20 по 28 октября вела боевые действия в окружении. В декабре 1941 года дивизия в составе оперативной группы Юго-Западного фронта под командованием генерала Ф. Я. Костенко вела наступательные боевые действия в ходе Елецкой наступательной операции, в ходе которой был освобождён Елец. В январе 1942 года А. А. Кузенный назначен на должность начальника 1-го (оперативного) отделения штаба этой же дивизии, которая с марта вела боевые действия на елецком и воронежском направлениях. 10 июля 1942 года назначен на должность начальника штаба этой же дивизии, на базе которой в ноябре того же года был сформирован 1-й гвардейский механизированный корпус, где полковник А. А. Кузенный назначен на должность начальника штаба. Вскоре корпус принимал участие в ходе контрнаступления под Сталинградом и затем — в Среднедонской наступательной операции и наступлении на донбасском направлении.
С 10 февраля 1943 года лечился в госпитале по болезни в Москве, после выздоровления с 22 февраля того же года состоял в распоряжении Главного управления кадров НКО. В июне направлен на учёбу на ускоренный курс при Высшей военной академии имени К. Е. Ворошилова, после окончания которого с апреля 1944 года состоял в распоряжении Разведывательного управления Красной Армии и 25 июля назначен на должность начальника штаба 75-го стрелкового корпуса, который вёл боевые действия в ходе Белорусской и Прибалтийской наступательных операций.
22 декабря 1944 года полковник А. А. Кузенный назначен на должность командира 88-й стрелковой дивизии, которая вела боевые действия в ходе Инстербургско-Кёнигсбергской наступательной операции. С 29 января 1945 года лечился в госпитале в Москве и после выздоровления с 21 марта состоял в распоряжении Главного управления кадров.

### Послевоенная карьера
В июне 1945 года назначен на должность начальника штаба 110-го стрелкового корпуса (Одесский военный округ), а в октябре — на должность начальника штаба 34-го стрелкового корпуса.
С мая 1946 года А. А. Кузенный состоял в распоряжении Главного управления кадров и в июне назначен на должность старшего офицера-оператора отдела внутренних округов, центральных управлений и академий Управления оперативной подготовки ГОУ Генштаба ВС СССР), в августе 1949 года — на должность начальника штаба 82-го стрелкового корпуса, а в марте 1952 года — на должность заместителя начальника штаба Одесского военного округа по организационно-мобилизационным вопросам.
В августе 1954 года полковник А. А. Кузенный был зачислен в распоряжение 10-го управления Генштаба и направлен в спецкомандировку в Китае, где находился на должности военного советника начальника штаба военного округа НОАК. В октябре 1956 года вернулся в СССР, после чего служил Северной группе войск на должностях начальника отдела организационно-учётного и укомплектования, заместителя начальника штаба по организационным вопросам.
Полковник Алексей Авксентьевич Кузенный 7 мая 1957 года вышел в запас.

## Награды
- Орден Ленина (17.05.1951);
- Четыре ордена Красного Знамени (29.12.1941, 17.05.1943, 06.05.1946, 30.12.1956);
- Орден Кутузова 2 степени (19.04.1945);
- Орден Красной Звезды (03.11.1944);
- Медали.